# Personal eventual
En la Administración Pública española, se denomina personal eventual a los empleados públicos que han sido nombrados de modo discrecional para ejercer una serie de funciones especiales o de asesoramiento dentro del aparato administrativo del Estado.

## Características principales y régimen jurídico
A diferencia con el personal funcionario y laboral, su carácter general es de trabajadores no permanentes y pueden ser cesados libremente por la autoridad de quien dependen o que hiciera su nombramiento. En todo caso cesan cuando cesa la autoridad a la que asesoran.
Las leyes que regulan la Función Pública, establecen que órganos administrativos pueden disponer de este tipo de trabajadores, siendo su número de efectivos (y sus salarios) datos de carácter público.
Es de resaltar que la condición de personal eventual no puede ser tenida en cuenta como mérito en el caso de que el trabajador quiera optar a puestos fijos en la Administración, ya sean de personal funcionario o laboral.
Los popularmente conocidos como «puestos políticos», por ejemplo, son empleos de la Administración Pública pertenecientes a este colectivo de personal eventual.
El régimen jurídico se encuentra fundamentalmente en el artículo 12 del Estatuto Básico del Empleado Público (TREBEP).